# Alberto Bueno
Alberto Bueno Calvo (Madrid, 20 de março de 1988) é um futebolista espanhol que atua como atacante. Atualmente joga pelo Boavista Futebol Clube

## Títulos
Espanha
- Campeonato Europeu Sub-19: 2006

### Prêmios individuais
- Jogador de ouro do Campeonato Europeu Sub-19 de 2006[1]

### Artilharias
- Campeonato Europeu Sub-19 de 2006 (10 gols)